# Shintarō Shimada
Shintarō Shimada (japanisch 嶋田 慎太郎 Shimada Shintarō; * 5. Dezember 1995 in Mashiki, Präfektur Kumamoto) ist ein japanischer Fußballspieler.

## Karriere
Shimada erlernte das Fußballspielen in der Jugendmannschaft von Roasso Kumamoto, wo er 2014 auch seinen ersten Profivertrag unterschrieb. Der Verein, der in der Präfektur Kumamoto beheimatet ist, spielte in der zweiten japanischen Liga, der J2 League. Für den Verein absolvierte er 113 Ligaspiele. 2018 wechselte er zum Ligakonkurrenten Omiya Ardija. Im August 2019 wurde er bis Saisonende an den Erstligisten Ōita Trinita ausgeliehen. Für den Verein aus Ōita stand er achtmal in der ersten Liga auf dem Spielfeld. 2020 kehrte er zu Omiya Ardija zurück. Die Saison 2021 spielte er auf Leihbasis beim Zweitligisten Zweigen Kanazawa. Hier kam er 33-mal in der zweiten Liga zum Einsatz. Nach Ende der Ausleihe wurde er von Zweigen am 1. Februar 2022 fest unter Vertrag genommen. Am Ende der Saison 2023 belegte er mit Zweigen den letzten Tabellenplatz und musste somit den Weg in die dritte Liga antreten.